# Dwerglangdraadwatje
Het dwerglangdraadwatje (Hemitrichia minor) is een slijmzwam uit de familie Trichiidae. Het leeft op schors van dode en levende bomen, mos en dode bladeren.

## Kenmerken
Hemitrichia minor kent kleine, bleek geelbruine sporocarpen (0,2–0,4 mm in diameter) en sporen van 9–10 µm in diameter.
Het capillitium bestaat uit een los netwerk van slappe gele draden, met bolvormige uitzettingen.

## Verspreiding
In Nederland komt het dwerglangdraadwatje uiterst zeldzaam voor.